# Xeroderris stuhlmannii
Xeroderris stuhlmannii är en ärtväxtart som först beskrevs av Paul Hermann Wilhelm Taubert, och fick sitt nu gällande namn av Mendonca och Sousa. Xeroderris stuhlmannii ingår i släktet Xeroderris och familjen ärtväxter. Inga underarter finns listade i Catalogue of Life.